# Empis tanysphyra
Empis tanysphyra là một loài ruồi, trong họ Empididae. Nó được tìm thấy ở hầu hết miền trung and miền nam Europe.
The wing length is 3.9-4.6 mm đối với con đực và 4-4.6 mm đối với con cái.